# Simon Karetnik
Simon Nikititsj Karetnik (Oekraïens: Семен Никитич Каретник; Goeljaj-Pole, 1893 – Melitopol, 28 november 1920) was een commandant van het Revolutionair Opstandsleger van Oekraïne en verving Nestor Machno als oppercommandant in 1920. In deze functie leidde hij de troepen die het leger van Wrangel op de Krim versloegen.
Op 26 november 1920 werd hij in Melitopol gevangengenomen door bolsjewistische troepen onder bevel van Michail Froenze en geëxecuteerd.